# Reggie Pridmore
Reginald George „Reggie” Pridmore (ur. 29 kwietnia 1886 w Edgbaston, zm. 13 marca 1918 niedaleko Wenecji) – brytyjski hokeista na trawie, członek reprezentacji Anglii. Złoty medalista olimpijski z Londynu (1908). 
Reggie Pridmore uczył się w Elstow School, w Bedford, a później Bedford Grammar School. W szkole zainteresował się hokejem i krykietem. Grał także w rugby. W hokeju reprezentował Anglię 19 razy w latach 1908–1913. Na igrzyskach olimpijskich w 1908 roku był czołowym strzelcem Anglii z czterema golami przeciwko Irlandii i hat-trickami przeciwko Francji i Szkocji. Jako krykiecista grał 14 razy w Warwickshire w latach 1909-1912. 
Podczas I wojny światowej Pridmore służył jako major w Królewskiej Artylerii Konnej i Polowej. Otrzymał Krzyż Wojskowy za bitwę nad Sommą w 1916 roku, zanim zginął w akcji we Włoszech, niedaleko Wenecji. W chwili śmierci był maklerem giełdowym.